# Vahramaberd
Vahramaberd (en arménien Վահրամաբերդ) est une communauté rurale du marz de Shirak en Arménie. En 2008, elle compte 1 888 habitants.